# Bonabes II de Rochefort
Bonabes II de Rochefort, mort le 8 août 1397, est un prélat breton du XIVe siècle, évêque de Nantes de 1392 à 1397. Il est un frère utérin de son prédécesseur l'évêque Jean de Montrelais .

## Biographie
Bonabes II de Rochefort est le fils cadet et homonyme du chevalier Bonabes de Rochefort, seigneur d'Henleix en Saint-Nazaire, et de Marie d'Ancenis. Sa mère avait épousé en premier noce Renaud de Montrelais et lui avait donné plusieurs enfants dont Hugues de Montrelais et Jean de Montrelais .
Clément VII nomme en 1392 à l'évêché de Nantes, Gui de Lescours mais le chapitre de chanoines lui préfère Bonabes de Rochefort l'archidiacre de la Mée et l'élit  évêque de Nantes en septembre 1392. Il prête le serment au duc Jean IV de Bretagne le 9 mars de l'année suivante. Sous Bonabes le diocèse de Nantes reste dans l'obédience de l'antipape Benoît XIII.

## Héraldique
Comme son grand oncle l'évêque Bonabes Ier de Rochefort ses armoiries sont : vairé d'or et d'azur